# Берелёх (микрорайон)
Берелёх — микрорайон города Сусуман в Сусуманском районе Магаданской области России. Возник как посёлок автотранспортников

## Топоним
Название от гидронима (названия реки) Бёрёлёх .

## География
Находится у реки Берелёх, при впадении левого притока — речки Сусуман. Осевая дорога микрорайона — федеральная трасса Р-504 Колыма.

## История
Якутское поселение на месте посёлка существовала до революции. В 1901 году колымский исправник Н. М. Березкин сообщил: «…Вдоль реки Кухуман, дорога тянется на расстоянии верст сорок и приводит к реке Берелех, на которой живёт поселившееся очень давно одно семейство оймяконских якутов…».
Посёлок автотранспортников основан в 1936 году как дорожная командировка Управления дорожного строительства.
Лагерные подразделения Севвостлага были закрыты в середине 1950-х годов.

## Население
Численность заключённых до 4000 человек.

## Инфраструктура
В посёлке находились автобаза № 5, электростанция, подразделения Западного горнопромышленного управления, геологоразведка, склады Колымснаба, подразделения отдельных лагерных пунктов Северного горнопромышленного управления, Западного горнопромышленного управления, Управления дорожного строительства, Управления автотранспортом, Транслага, Колымснаба и др.
В микрорайоне в 1976—1981 гг. построена Северная автомобильная испытательная станция (САИС).